# Raorchestes manipurensis
Espèce
Synonymes
- Philautus manipurensis Mathew & Sen, 2009
- Pseudophilautus manipurensis (Mathew & Sen, 2009)

Raorchestes manipurensis est une espèce d'amphibiens de la famille des Rhacophoridae.

## Répartition
Cette espèce est endémique du Manipur en Inde. Elle se rencontre dans le district de Churachandpur, vers 685 m d'altitude.

## Étymologie
Son nom d'espèce, composé de manipur et du suffixe latin -ensis, « qui vit dans, qui habite », lui a été donné en référence au lieu de sa découverte, le Manipur.

## Publication originale
- Mathew & Sen, 2009 : Studies on little known amphibian species of north east India. Records of the Zoological Survey of India, Occasional Paper, no 293, p. 1-64.